# Mathieu-François Pidansat de Mairobert
Mathieu-François Pidansat de Mairobert, né le 20 février 1727 à Chaource et mort le 27 mars 1779 à Paris, est un littérateur polygraphe français.

## Biographie
Il est le fils de François Pierre Pidansat, bailli de la duché-pairie d’Aumont, commissaire lieutenant juge subdélégué de la municipalité de Paris (1727) et de Nicole Picardat, et l'oncle maternel de Jean Nicolas Jacques Parisot (1757-1838).
Élevé chez Marie Anne Doublet de Persan, dont il prétendait être le fils, il se trouve mêlé, de bonne heure, aux conversations et aux querelles du monde des lettres. Proche du « parti patriote », surveillé par la police, il est lié à Restif de la Bretonne. Il occupe une place de censeur royal et le titre de secrétaire du roi et des commandements du duc de Chartres.
Il a édité les Mémoires secrets de 1771 à 1779, compilation de séries de nouvelles à la main tirées en partie de la « paroisse Doublet ». Il eut également part, jusqu’à sa mort, aux volumes des Mémoires secrets attribués traditionnellement à Bachaumont, dont il fut le secrétaire. Il édite aussi « L'Observateur anglais » ou « Correspondance secrète de Milors All'Eye et Milors All'Ear », continué sous le nom de « l'Espion anglais », où il exprime son opposition aux réformes de la magistrature, aux encyclopédistes et aux physiocrates. A son propos, Jacques-Henri Meister écrit à son sujet en septembre 1780: « Cette espèce de gazette-anecdote, quoique en général assez mal digérée, contient plus de vérités qu'on n'en trouve ordinairement dans les livres de ce genre ».
Il est en 1779 compromis dans le procès du fantasque marquis de Brunoy dont il se trouvait le créancier pour une somme considérable. Bien qu’en cette affaire, selon l’opinion générale, il ne soit que le prête-nom d’un plus haut personnage, le Parlement de Paris lui inflige un blâme public par arrêt du 27 mars 1779. Se croyant déshonoré, Mairobert va le soir même chez un baigneur où il s’ouvre dans le bain les veines avec un rasoir, puis achève de s’ôter la vie d’un coup de pistolet. Le curé de Saint-Eustache n’a consenti à l’inhumer qu’après ordre exprès du roi.
Restif de la Bretonne l’a pleuré amèrement, et allait tous les ans, à l’anniversaire de son suicide, revoir sa maison pour commémorer la date.

## Œuvres
Il a publié plusieurs écrits relatifs à des évènements politiques ou littéraires, notamment :
- Les Prophéties du grand prophète Monet, Paris, 1753.
- Querelle de M.M. de Voltaire et de Maupertuis, 1753.
- Correspondance secrète, et familière du chancelier de Maupeou avec Sorhouet (1771, in-12), pamphlet radical qui fut réimprimé sous le titre de Maupeouana (1773, 2 vol. in-12)
- Principes sur la Marine, (manuscrit in-8°, 1775).
- Anecdotes sur la comtesse du Barry sur Google Livres (Londres, 1775, in-12[5]), une des meilleures ventes de la fin du XVIIIe siècle[6], attribuée à Théveneau de Morande.
- L'Observateur anglais (Londres [Amsterdam], 1777-1778, 4 vol. in-12), plusieurs fois réimprimé sous le titre de l’Espion anglais (lire en ligne)
- Lettres de Mme du Barry (Londres, 1779, in-12).

## Sources
- Gustave Vapereau, Dictionnaire universel des littératures, Paris, Hachette, 1876, p. 1309
- François Ravaisson Mollien, Archives de la Bastille, p. 312, 1866.
- Robert Tate, Tawfik Mekki-Berrada « Pidansat de Mairobert », dans Dictionnaire des journalistes (1600-1789) (en ligne).
- Jeffry Merrick, « Le suicide de Pidansat de Mairobert », Dix-Huitième Siècle, vol. 35, no 1,‎ 2003, p. 331–340 (DOI 10.3406/dhs.2003.2555, lire en ligne, consulté le 10 octobre 2024)